# Oli de peix

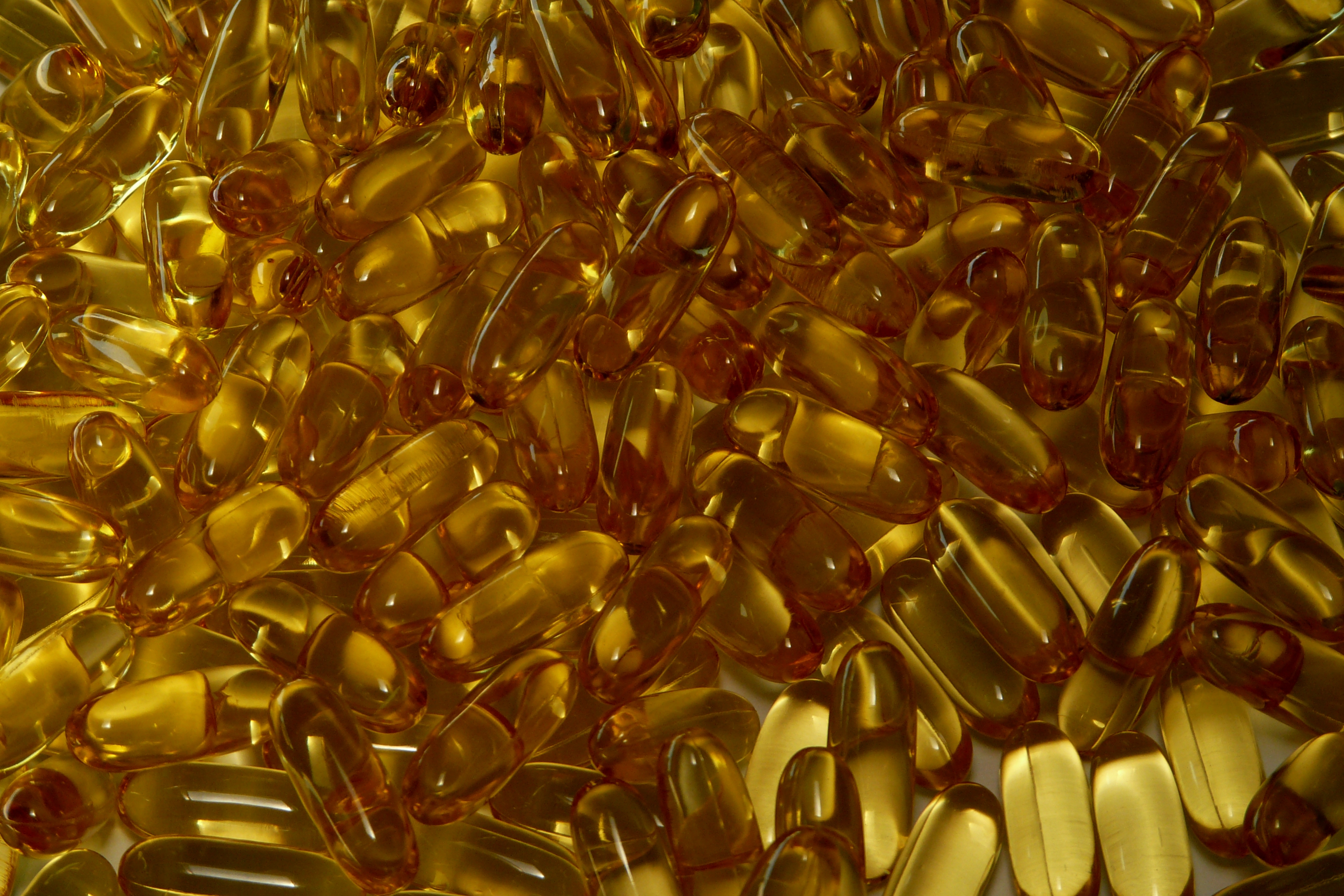
Càpsules d'oli de peix

L'oli de peix és oli obtingut dels teixits d'algunes espècies de peixos. Per a l'alimentació humana es poden obtenir sia menjant peix o prenent complements dietètics.
Els peixos especialment rics en olis beneficiosos per al cos, coneguts com a àcids grassos omega-3, inclouen el verat, la tonyina, el salmó, els esturions, les llisses, les anxoves, les anxovetes, les sardines, els arengs, la truita i el menhaden de l'Atlàntic, que proporcionen aproximadament 1 g d'àcids grassos omega-3 per cada 100 g.